# Pim van de Meent
Pim van de Meent (Amszterdam, 1937. november 20. – Amszterdam, 2022. október 13.) holland labdarúgó, hátvéd, edző.

## Pályafutása

### Játékosként
1958–59-ben az SHS, 1961–62-ben a DOS, 1962–63-ban a VUC, 1963 és 1965 között a N.E.C. labdarúgója volt.

### Edzőként
1965–66-ban a DWV, 1966 és 1969 között a Huizen, 1969–70-ben a PEC Zwolle, 1970 és 1972 között ismét a DWV vezetőedzője volt. 1972 és 1978 között az FC Amsterdam, 1978 és 1980 között a De Graafschap, 1981 és 1985 között a N.E.C. szakmai munkáját irányította. A nijmengeni csapattal 1983-ban hollandkupa-döntős volt. 1985–86-ban az MVV, 1986 és 1988 között a Den Haag edzőjeként tevékenykedett.

## Sikerei, díjai
N.E.C.
- Holland kupa (KNVB)
  - döntős: 1983